# Cen Nanqin
Cen Nanqin (en chino: 岑南琴; 26 de septiembre de 1983) es una deportista china que compitió en piragüismo en la modalidad de eslalon. Ganó dos medallas de plata en el Campeonato Mundial de Piragüismo en Eslalon de 2011, en las pruebas de C1 individual y C1 por equipos.

## Palmarés internacional
| Campeonato Mundial | Campeonato Mundial      | Campeonato Mundial | Campeonato Mundial |
| Año                | Lugar                   | Medalla            | Competición        |
| ------------------ | ----------------------- | ------------------ | ------------------ |
| 2011               | Bratislava (Eslovaquia) | Medalla de plata   | C1 individual      |
| 2011               | Bratislava (Eslovaquia) | Medalla de plata   | C1 por equipos     |